# Geobotanie
De geobotanie is het onderdeel van de plantkunde, botanie of fytologie dat zich bezig houdt met de studie van de planten in de vrije natuur, dus als onderdeel van de biosfeer. 
Tegenover geobotanie staat de idiobotanie, het onderdeel van de botanie, dat zich richt op de planten als zodanig, los van hun voorkomen in de vrije natuur. Bij idiobotanie gaat het om onderzoek aan de eigenschappen van planten onder gecontroleerde omstandigheden, zoals onderzoek in het laboratorium, in kassen, op proefvelden of in botanische tuinen.

## Indeling van de geobotanie
Bij de plantkunde, fytologie of botanie s.l. kunnen twee hoofdrichtingen worden onderscheiden: de geobotanie en idiobotanie of de botanie s.s.. Deze laatste term wordt nog maar weinig gebruikt, en staat voor de botanische disciplines die zich bezig houden met de individuele planten, zoals plantensystematiek, -fysiologie, -morfologie en -anatomie. 
Geobotanie omvat onder andere de plantengeografie, de paleobotanie, de vegetatiekunde, de plantenoecologie en de 'speciale geobotanie'. Binnen de geobotanie zijn er beschrijvende (descriptieve) richtingen, en ook causale onderzoeksrichtingen die een verklaring proberen te geven van de beschreven patronen. De speciale geobotanie houdt zich specifiek bezig met geobotanische aspecten van soorten of soortengroepen in hun natuurlijk omgeving. 
De plantkunde wordt ook wel op andere wijzen in disciplines ingedeeld dan de hier genoemde indeling. 

### Plantengeografie
Plantengeografie, floristische geobotanie, botanische chorologie of areaalkunde en de floristiek is het onderzoek naar de wilde flora van gebieden, naar de verspreidingsgebieden van soorten en de verklaring daarvan. Onder de flora van een gebied wordt een overzicht van de taxa (zoals families, geslachten en soorten) van planten verstaan.

### Paleobotanie
Paleobotanie of historische geobotanie is het onderzoek naar de historische verklaring van de huidige het verspreidingsgebieden van soorten met behulp van macrofossielen en microfossielen, en de opeenvolging daarvan in geologische afzettingen.

### Vegetatiekunde
Vegetatiekunde, coenologische geobotanie, plantensociologie of fytocoenologie is het onderzoek aan plantengemeenschappen (fytocoenoses), syntaxonomie is de wetenschap van het indelen van levensgemeenschappen of biocoenoses.

### Plantenoecologie
Plantenoecologie of oecologische geobotanie is onderzoek naar de betrekkingen tussen planten en hun omgeving, naar de oorzaken van de verspreiding van de planten op aarde en naar de kringloop van energie en van stoffen.